# Mar de fons (onades)

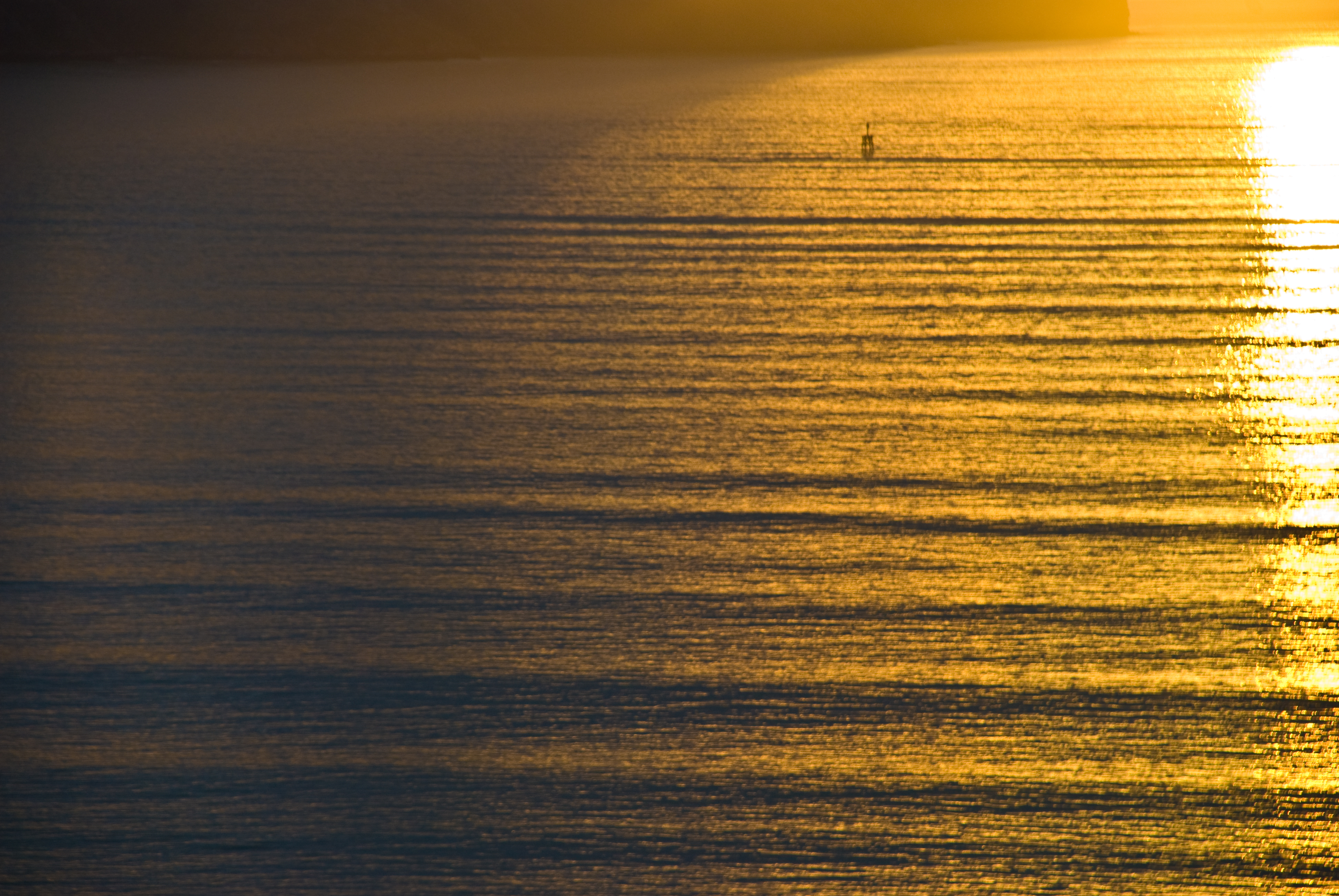
Mar de fons a Lyttelton Harbour,

Mar de fons és el moviment de les onades (també anomenat onatge o sistema d'onades) que es propaga fora de la zona on s'ha generat, podent arribar a llocs molt allunyats. Per tant, aquest estat del mar no té relació amb el vent present, encara que la seva causa és el vent que s'hagi originat en una altra àrea diferent. El mar de fons no s'ha de confondre amb el tsunami, ja que aquest últim és degut a moviments sísmics al fons del mar.
És oposat al mar de vent, que és el moviment de les onades generat pel vent en bufar directament sobre l'àrea del mar observada o als seus voltants (zona generadora).

## Característiques

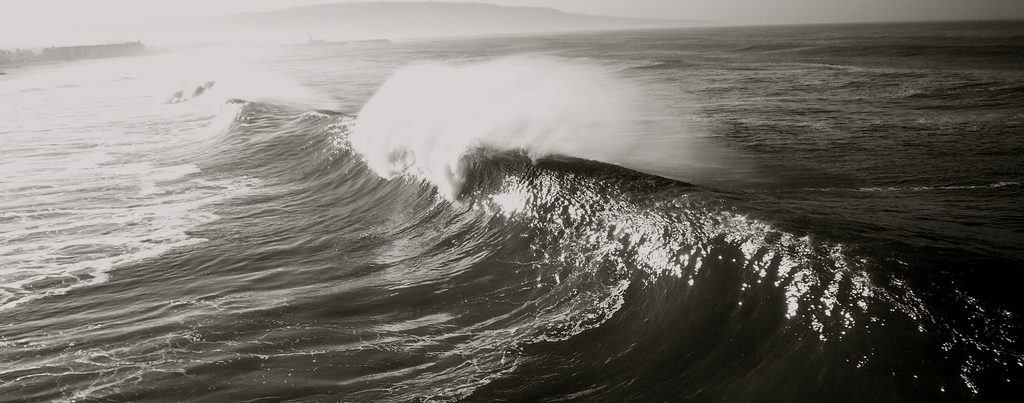
Onades creixents a Hermosa Beach, Califòrnia

Les onades del mar de fons es caracteritzen pel seu període regular i les crestes suaus, la longitud de l'ona és molt superior a la seva altura, presentant crestes arrodonides que no trenquen mai a alta mar. L'alçada de les onades és sensiblement igual i el seu perfil tendeix cap a la forma sinusoïdal. Les onades petites, que emmascaren les més grans a la mar de vent, desapareixen molt aviat, després que han abandonat l'àrea generadora, quedant només les de major longitud d'ona, ja que l'amortiment és més ràpid com més petita és la longitud d'ona. Això fa més fàcil la distinció de les característiques o paràmetres de la mar de fons que la d'aquests paràmetres a la mar de vent.
A un lloc hi pot arribar mar de fons des de llocs molt distants d'on bufa el vent. De vegades, pot arribar la mar de fons generada per una pertorbació ciclònica molt abans que arribi la borrasca, és a dir, abans que arribi el vent que origina la mar de vent i, per tant, la mar de fons. També és factible que a una zona marítima on hagi estat malament el mar, amb vent, quedi mar de fons durant algun temps ja que el vent ha cessat; és la mateixa mar de vent, propagada com a mar de fons d'un extrem a l'altre de la zona afectada.
Freqüentment, a la mar de fons d'una certa direcció se superposa una mar nova, i aleshores es forma el que es coneix com a mar a dues bandes .
Tot allò que s'ha exposat té validesa només a alta mar (onades d'aigües profundes, 